# استئصال البروستات
استئصال البروستات، هو مصطلح طبي يشير إلى عمل جراحي يتمُّ من خلاله استئصال جزء من غدة البروستات أو كاملها، تُجرى هذه العمليَّة في سياق حالات مَرضيَّة متنوعة مثل ضخامة البروستات الحميدة التي تُسبِّب انسداداً بوليَّاً أو حتى لأسباب خبيثة كسرطان البروستات وسرطانات الأعضاء الأخرى في الحوض.
هناك نوعان رئيسيَّان من عمليَّات استئصال البروستات:
- استئصال البروستات البسيط والذي يتمُّ فيه استئصال جزء من غدة البروستات ويجرى فقط في أمراض البروستات السليمة.[2]
- استئصال البروستات الجذري ويتمُّ فيه استئصال كامل غدة البروستات مع الحويصلين المنويِّين والأسهر ويجرى لعلاج سرطان البروستات.[3]

تتنوَّع الطرق التي يمكن إجراء هذا العمل الجراحي من خلالها: الجراحة المفتوحة عبر شق طويل أسفل البطن، الجراحة التنظيريَّة، الجراحة بمساعدة الروبوت عبر الإحليل أو العجان perineum.
من الإجراءات الهامَّة التي تستخدم في عمليات استئصال البروستات:
- الجراحة المُوفِّرة للعصب: وتعني الحفاظ على الأعصاب والأوعية الدمويَّة المسؤولة عن عمليَّة الانتصاب عند الرجل وعدم استئصالها أو أذيَّتها أثناء استئصال البروستات.
- تجريف العقد اللمفاوية المحدود: وتشير إلى استئصال العقد اللمفاوية المحيطة بالبروستات وحدود الاستئصال هي الوريد الحرقفي الظاهر أماميَّاً والعصب السدادي خلفيَّاً وتفرُّع الشريان الحرقفي الباطن في الأعلى ورباط كوبر في الأسفل والمثانة في الانسي وجدار الحوض في الوحشي.
- تجريف العقد اللمفاويَّة الواسع PLND: وتشمل بالإضافة للعقد اللمفاوية سابقة الذكر كلَّ العقد الموجودة ضمن الحوض الحقيقي.[4]

## استطبابات استئصال البروستات

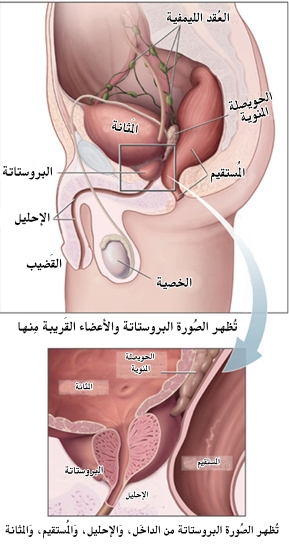
البروستات والأعضاء المجاورة

### الأمراض الحميدة
تشمل استطبابات استئصال البروستات في سياق الأمراض الحميدة (ضخامة البروستات الحميدة BPH) كل من الأسر البولي الحاد، إنتانات السبيل البولي المتكرِّرة، بيلة دموية مُعنِّدة وغير مُسيطَر عليها، حصيَّات المثانة الناتجة عن انسداد مخرج المثانة، القصور الكلوي المزمن الناجم عن الانسداد المزمن، الأعراض البولية غير المسيطر عليها.

### الأمراض الخبيثة
تُجرى عمليات استئصال البروستات الجذري في سياق سرطان البروستات، عادةً ما يتمُّ اختيار نوع العلاج المستخدم عند مرضى سرطان البروستات اعتماداً على مرحلة الورم وعوامل الخطورة المرافقة.
أغلب سرطانات البروستات هي من النوع منخفض الخطورة وهنا يكون استئصال البروستات الجذري واحداً من بين العلاجات المُقترحة ومن الخيارات الأخرى التي يمكن اللجوء إليها الأشعة أو حتى الاكتفاء بالمراقبة اللصيقة للمريض، في حين يكون استئصال البروستات الجذري هو الخيار المنصوح به في سرطانات البروستات متوسطة ومرتفعة الخطورة بالإضافة للعلاجات المساعدة الأخرى، أمَّا في حال وجود نقائل من سرطان البروستات إلى العقد اللمفاوية أو الأعضاء الأخرى فلا ينصح بإجراء استئصال البروستات الجذري، وهكذا يبدو أنَّ من الضروري قبل تحديد نوع العلاج المستخدم في سرطانات البروستات عالية الخطورة إجراء العديد من الاستقصاءات الشعاعيَّة كالطبقي المحوري CT أو الرنين المغناطيسي MRI أو المسح العظمي للتأكد من عدم وجود نقائل من الورم خارج حدود غدة البروستات.

## مضادات الاستطباب
تتشابه مضادات استطباب استئصال البروستات مع كلِّ العمليات الجراحيَّة الأخرى: كالأمراض القلبية والرئوية التي قد تشكِّل خطراً أثناء التخدير، استخدام المميِّعات أو وجود اضطرابات في عوامل التخثُّر.

## تكنيك العمل الجراحي

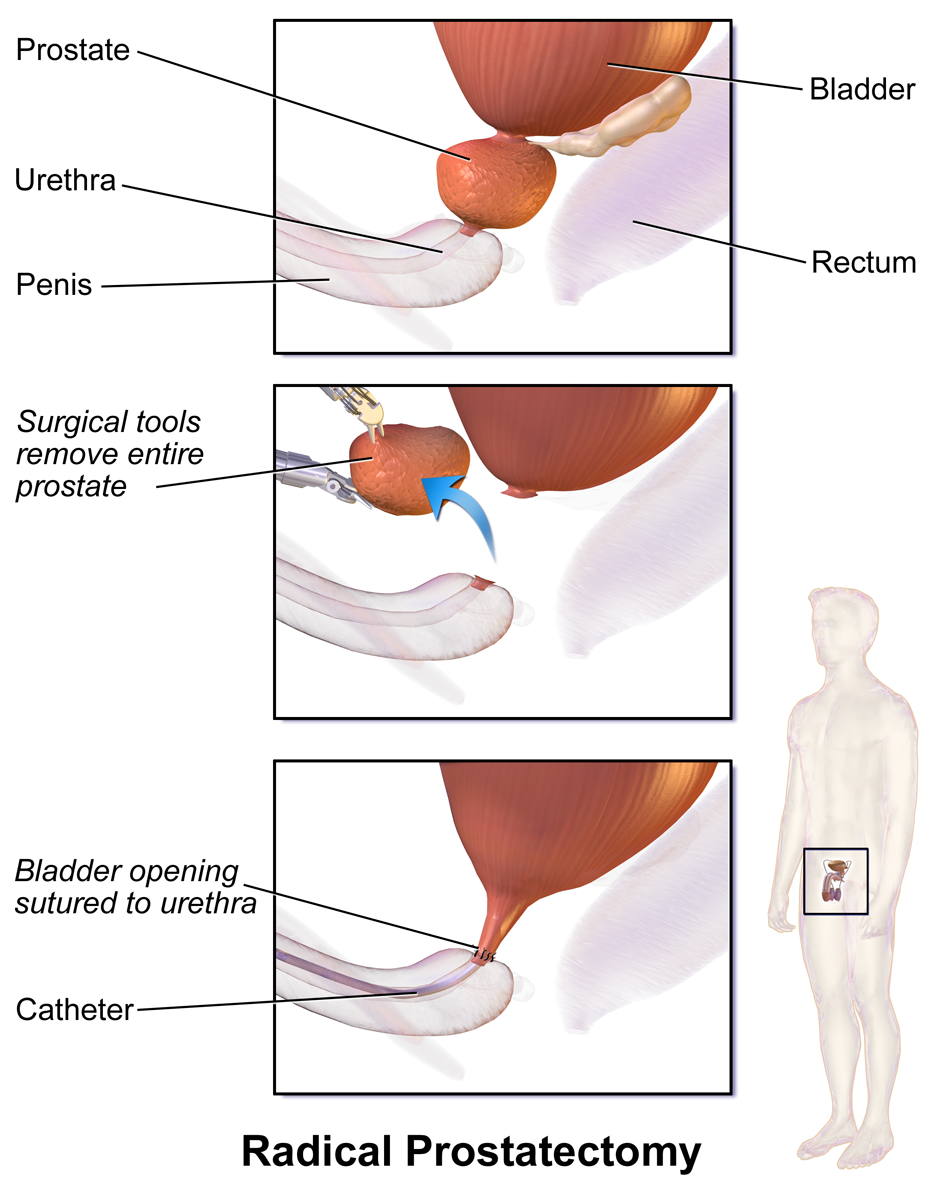
استئصال البروستات.

يمكن إجراء استئصال البروستات بطرق مختلفة ومن أهمِّها:

### الجراحة المفتوحة
يتمُّ الوصول إلى غدة البروستات عبر شقٍّ واحد كبير أسفل البطن أو عبر العجان perineum، ويمكن القيام بهذه الجراحة عبر شقوق جراحيَّة مختلفة: خلف العانة retropubic، فوق العانة suprapubic، عبر العجان perineal.
في المدخل خلف العانة يتمُّ الوصول للبروستات عبر شق أسفل البطن وخلف عظم العانة، أمَّا في المدخل فوق العانة فيتمُّ فتح المثانة وصولاً للبروستات، وفي المدخل العجاني يُجرى الشقُّ الجراحي بين المستقيم والصفن على الجانب السفلي البطن.

### الجراحة التنظيرية
تُجرَى الجراحة بمساعدة الروبوت Robotic-assisted أو «بمساعدة الكمبيوتر» عبر عدِّة شقوق صغيرة في جدار البطن وبتحكُّمٍ تام من قبل الجرَّاح، جراحة الروبوت هي فرعٌ حديث من الجراحة التنظيريَّة أو الجراجة قليلة الغزو Minimally invasive، تمنح هذه الجراحة المتطوِّرة الجرَّاح مرونةً وحريَّةً أكبر مع رؤية أفضل بكثير، ولكنِّها لاتقدِّم نفس مستوى رد الفعل أو الإحساس اللمسي الموجود في الجراحة التنظيريَّة التقليديَّة.
```
عندما يقوم جرَّاح خبير ومتمرِّس بإجراء عملية استئصال البروستات عن طريق الروبوت فإنَّ النتائج ستكون أفضل من الجراحة المفتوحة، فالشقُّ الجراحي أصغر والألم أقل وكمية النزف أقل واحتمال الإنتان أقل وفترة الاستشفاء والنقاهة أقصر،
[
7
]
 مع الإشارة هنا إلى أنَّ التكلفة أعلى في جراحة الروبوت منها في الجراحة المفتوحة، وفيما يخصُّ النتائج على المدى الطويل وخصوصاً تلك المتعلِّقة بالناحية الورميَّة فالدراسات ماتزال غير جازمة بعد.
[
8
]
[
9
]
[
10
]
```

## الاختلاطات والتأثيرات الجانبية
لكلِّ عمل جراحي مخاطر مرتبطة به، الاختلاطات الباكرة للعمليات الجراحيَّة ومنها استئصال البروستات تشمل: النزف، إنتان الشق الجراحي أو إنتان جهازي، الصُمَّات الخثريَّة في الأطراف السفليَّة أو الرئة، النوبات القلبيَّة والنَشبات الدماغيَّة stroke، الوفاة.
من المخاطر المرتبطة بالقثطرة البولية الإنتان والحساسيَّة من القثاطر المصنوعة من اللاتكس، ويجب الانتباه لهذه الاختلاطات في عمليَّة استئصال البروستات الجذري بشكلٍ خاص لأنَّها تتطلُّب وضع قثطرة بوليَّة لفترةٍ قد تصل لأسبوعين بعد الجراحة.
حدَّدت مقالة إحصائيَّة نشرت عام 2005 في مجلة مُراجعات في الجراحة البوليَّة نِسَب الاختلاطات بعد استئصال البروستات الجذري وفق مايلي:
- الوفيَّات < 0.3%
- العنانة > 50%
- ضعف الانتصاب 100%
- اضطرابات القذف 50%
- السلس البولي 5 - 30%
- الصمة الرئويَّة < 1%
- أذيَّة المستقيم < 1%
- تضيق الإحليل < 5%
- الحاجة لنقل الدم 20%

### ضعف الانتصاب
يزيد استئصال البروستات مخاطر حدوث ضعف الانتصاب، ولذلك يتمُّ اليوم استئصال البروستات بأسلوب الجراحة المحافظة على الأعصاب Nerve-sparing surgery لأنَّها تقلِّل مخاطر حدوث ضعف الانتصاب، وقد يكون لمهارة الجرَّاح وخبرته الدور الأكبر في تقليل حدوث هذا الاختلاط.
وعلى كلِّ حال لن يحدث القذف عند المريض بعد عمليَّة استئصال البروستات حتى لو كان قادراً على الجماع، ولذلك يجب أخذ تقنيات طفل الأنبوب بعين الاعتبار عند المرضى الراغبين بالإنجاب.
يمكن الوقاية أو تقليل حدوث القذف الراجع retrograde ejaculation عند مرضى استئصال البروستات باستخدام تقنيات الجراحة الحديثة كتجريف البروستات TURP أو تبخير البروستات بالليزر، ويجب الإشارة أيضاً إلى أنَّ المريض سيلاحظ أنَّ العملية الجنسيَّة والقذف والانتصاب سيشهد اختلافاً كبيراً بعد استئصال البروستات حتى لو أجريت بالطرق الحديثة.

### السلس البولي
يزيد احتمال حدوث السلس البولي بشكلٍ هام بعد عمليات استئصال البروستات، ويعتبر السلس البولي من أهم الاختلاطات الباكرة والمتأخرة لاستئصال البروستات على حدٍّ سواء، الأمر الذي قد يتطلَّب استخدام قثاطر بولية أو قثاطر كوندوم خارجيَّة أو حفاضات، وجدت دراسة واسعة النطاق عن السلس البولي بعد استئصال البروستات أنَّ 75% من المرضى لم يحتاجوا لإحدى الطرق السابقة في حين أنَّ 9 – 16% احتاجوها. أهم العوامل التي قد تزيد احتمال حدوث السلس البولي بعد استئصال البروستات: العمر المتقدم، البدانة، الأمراض المرافقة، حجم البروستات الكبير، بالإضافة لخبرة الجرَّاح ومهارته.
العلاجات الجراحية المتوفرة لعلاج سلس البول عند الرجال تتضمن زراعة المعلاق (في الإنكليزية Sling) أو العاصرة البولية الإصطناعية. يستخدم المعلاق عند الذكور في حالات السلس البولي الغير حاد بعد عمليات البروستات، رغم عدم تواجد دراسات طويلة الأمد حول فعاليته. في إحدى الدراسات التي امتدت 22 شهراً، تم شفاء 86% من المرضى الذين كانوا يعانون من السلس البولي بعد إستئصال البروستات. أما العاصرة البولية الاصطناعية، فتستخدم في حالات السلس البولي المتوسطة والأكثر حدة، وقد اظهرت نتائج ممتازة على المادة الطويل من ناحية الفعالية والأمان. تقوم جمعية طب المسالك البولية الأوروبية بدعم استخدام العاصرة البولية الاصطناعية في الرجال الذين يعانون من السلس البولي بعد إستئصال البروستات.
يعتبر حقن المواد الحجمية عبر الإحليل لدعم العاصرة العضلية وتحسين اغلاقها إحدى العلاجات التي لا تحظى بفاعلية كبيرة في علاج السلس البولي. أما تمارين كيجل، وهي تمارين لعضلات قاع الحوض، فلها أهمية في تسريع التعافي من السلس البولي بعد عمليات البروستات.

### طرق علاج ضعف الانتصاب
يسعى الجرَّاحون لتحقيق عودة كاملة للفعالية الجنسيَّة الطبيعة لمرضاهم بعد عمليات استئصال البروستات، ولذلك من الشائع أن يُوصف دواء الفياغرا بشكل روتيني بعد فترة النقاهة.
عل كلِّ حال تتنوع طرق علاج ضعف الانتصاب بعد عمليَّات استئصال البروستات وقد تشمل:
- الأدوية
- تطبيق الأدوية الموضعية داخل الإحليل
- الحقن ضمن القضيب
- أجهزة الضغط السلبي
- البدائل الصناعية للقضيب

## الإحصائيات
حصلت زيادة ملحوظة في عمليات استئصال البروستات الجذري بين أعوام 1980 – 1990 [18]، وبحلول عام 2000 كان متوسط عمر الرجال الذين يُجرى لهم استئصال بروستات جذري بسبب سرطان بروستات مُوضَّع 62 سنة.
على الرغم من أنَّ عمليات استئصال البروستات شائعة جداً، إلا أنَّ خبرة الجرَّاح الذي يقوم بالعملية أمرٌ هامٌّ جداً في تحديد النتائج والاختلاطات والآثار الجانبية، فكلَّما زادت عمليات استئصال البروستات التي يُجريها الجرَّاح كلما كانت النتائج أفضل، وينطبق ذلك على عمليات استئصال البروستات التي يتمُّ إجراؤها بالجراحة المفتوحة أو الجراحة التنظيريَّة.

## لمحة تاريخية
يعتبر الجرَّح ويليام بيلفيلد أول من قام باستئصال البروستات عبر المدخل فوق العانة عام 1885 في مشفى كوك في شيكاغو.
فيما يعدُّ الجرَّاحان هيوغ يونغ وويليام هالستد أول من قام بتطوير تقنيَّة استئصال البروستات الجذري عبر البطن وعبر العجان في مشفى جونز هوبكينز الشهيرة عام 1904، ويعود فضل تطوير استئصال البروستات بمدخل خلف العانة للجرَّاح الإيرلندي تيرينس ميللين، من جهته يعتبر الجرَّاح الأمريكي باتريك ولاش Patrick C. Walsh هو المسؤول عن تطوير تقنيَّة الجراحة الحافظة للعصب.
وأخيراً فإنَّ أول استئصال بروستات عن طريق الجراحة التنظيرية أجراه الجرَّاح ويليام شوسلر عام 1991 في تكساس.

## التكلفة
وجدت دراسة إحصائيَّة واسعة شملت 70 مشفى في الولايات المتحدة الأمريكية في عام 2014 أنَّ المعدَّل الوسطي لتكلفة عملية استئصال البروستات عند المرضى الذين لا يشملهم التأمين 34,720 دولار والمعدَّل الوسطي لأجور الجرَّاح والمخدَّر 8,280 دولار.